# 無錫旅情
『無錫旅情』（むしゃくりょじょう）は、1986年9月にリリースされた歌手・尾形大作のシングルである。

## 概要

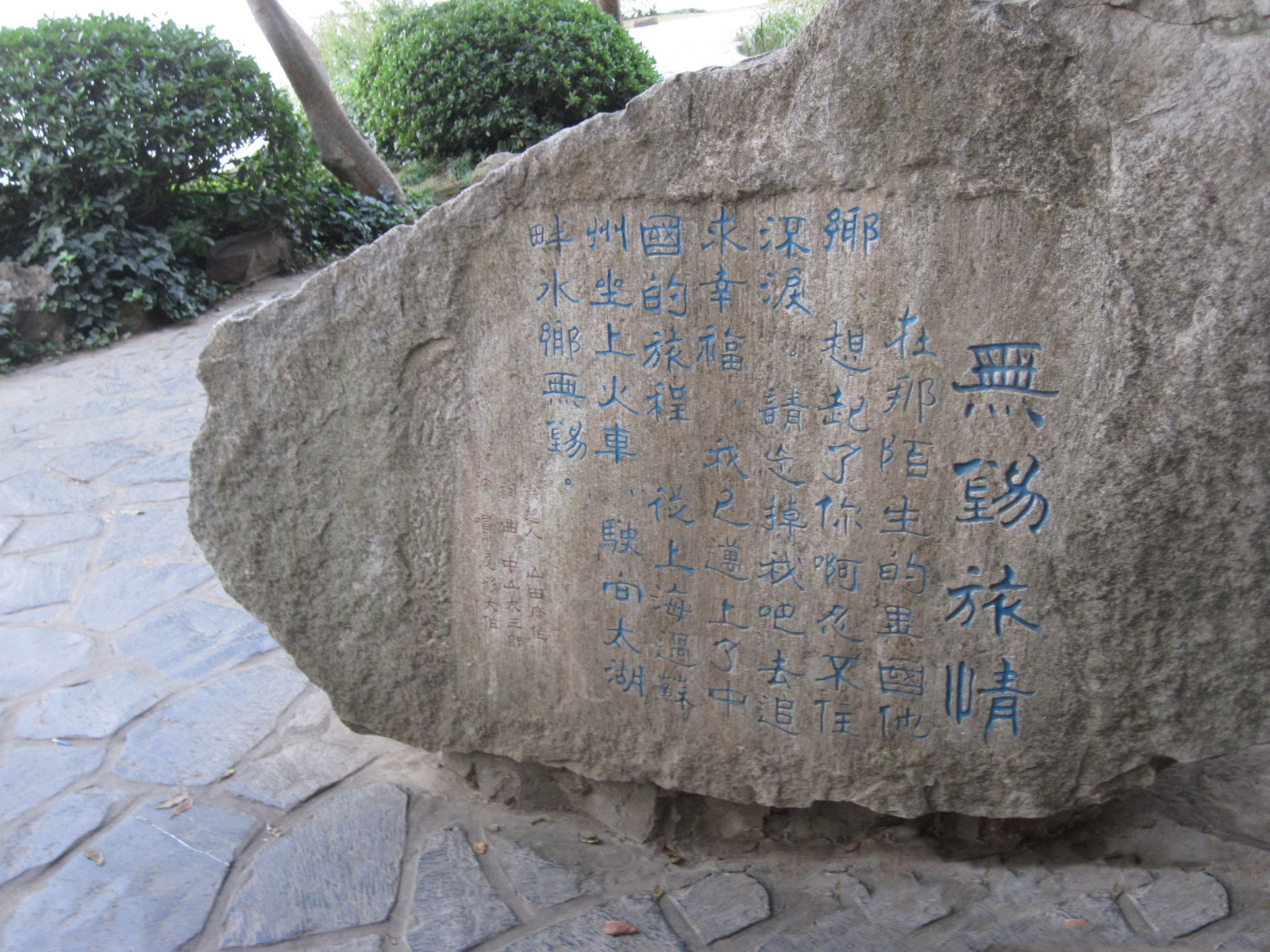
無錫旅情の石碑,無錫

1986年、中国の江蘇省無錫市は日本からの観光客誘致を考え、日本の観光業界の援助により作詞家・作曲家を無錫に招待した。中山大三郎も5日間無錫を訪れ、帰国後に書いたのがこの曲である。歌詞には無錫市の情景が歌われている。
尾形大作盤は発売当時130万枚以上 売れ、また中国でもカバーされ、カバー盤を含めると300万枚を超えるなど大ヒットソングとなった。尾形の代表曲である。

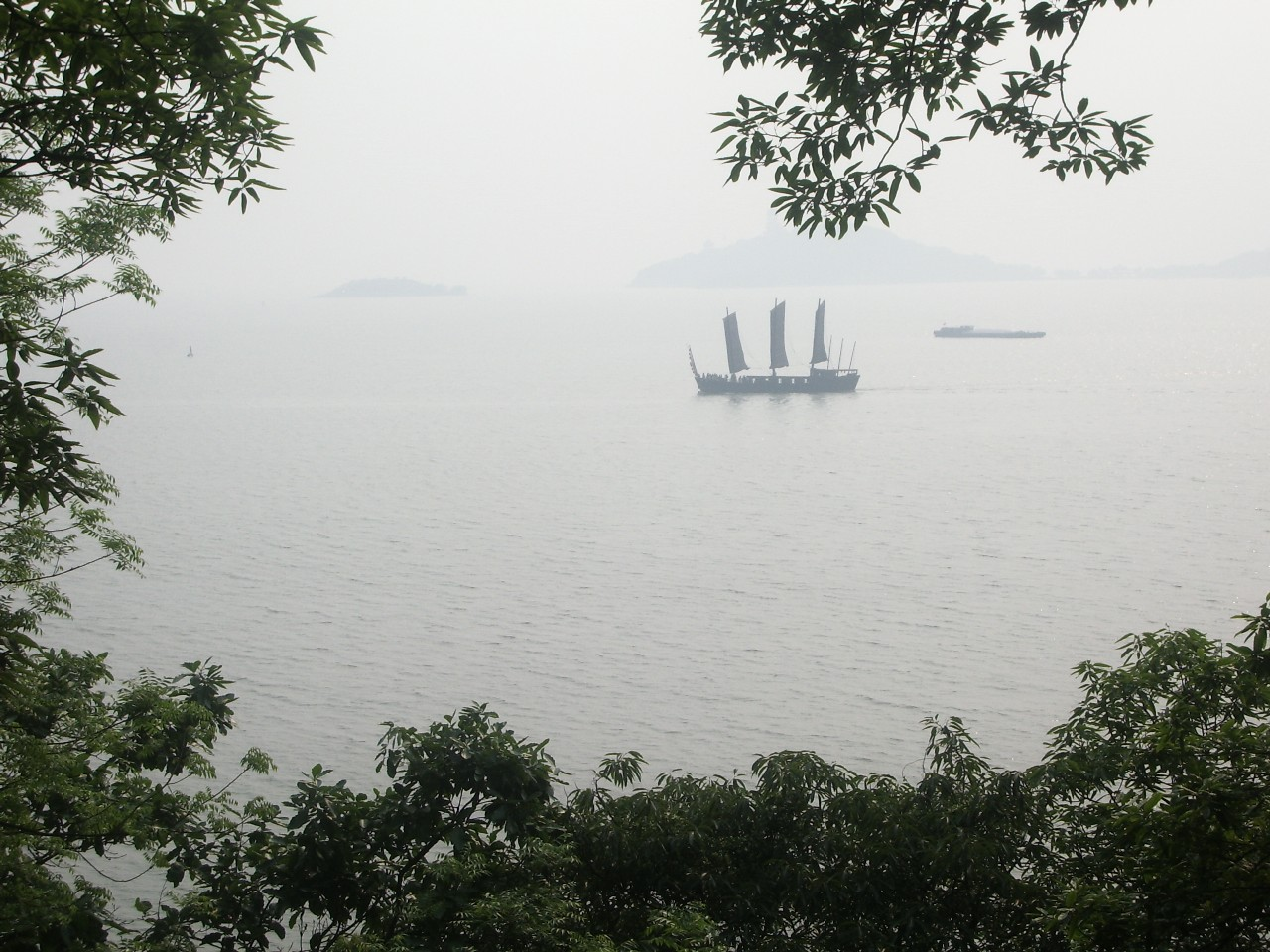
太湖と三山
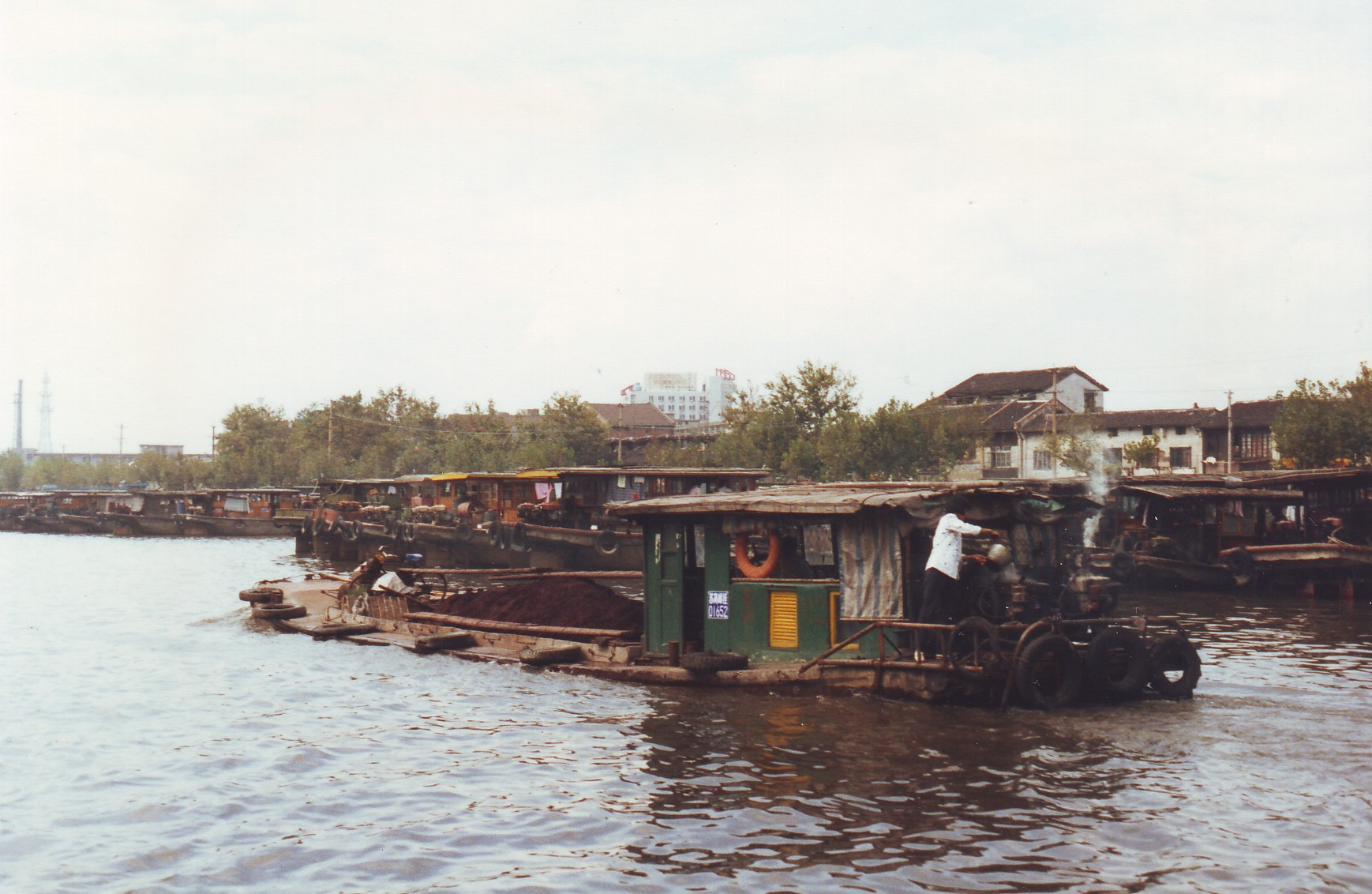
無錫の大運河

この曲で尾形は、1987年の第29回日本レコード大賞金賞を受賞した。また、この曲で1987年の第38回NHK紅白歌合戦に初出場した。
オリコンシングルチャートでは、1986年9月29日付で95位と100位以内に初登場し、1988年1月18日付で100位以内初登場から69週目にして10位にランクインした。
TBS系「ザ・ベストテン」では週間10位以内のランクインは成らなかったが、1987年2月12日放送の今週のスポットライトコーナー（日野美歌・葵司郎の「男と女のラブゲーム」と共に）へ生出演を果たした。
1988年度（1988年4月1日〜1989年3月31日）の日本音楽著作権協会（JASRAC）の著作権使用料分配額から推定したカラオケ歌唱回数では、本曲が推定4350万回で年間1位となった。これは全国のカラオケ店舗数30万店、平均年間営業日数を250日で計算したものである。
無錫市の太湖の湖畔にある鼈頭渚公園には、本作の中国語版の歌碑がたっている。
本曲のヒットにより、日本人の間での無錫の知名度が上がり、1980年代後半からは、無錫への日本人観光客が急増した。
1988年3月に発生した上海列車事故により、日本ではこの曲の放送を自粛していた時期がある。
（歌詞の１番に、事故を起こした311列車のコースが歌われているため）
その後、作曲者である中山大三郎の直弟子だった半田浩二が、師の一周忌を追悼し、同じく尾形の持ち歌だった「大連の街から」とともに本曲をカバーし、2006年5月24日に両曲をカップリングしたシングルが発売された。

## 収録曲
- 全て、作詞・作曲：中山大三郎／編曲：斉藤恒夫　（半田浩二版の編曲は竜崎孝路）

1. 無錫旅情
2. 清名橋から